# Nils-Gustaf Holmquist
Nils-Gustaf Holmquist, född 15 juli 1906 i Stockholm, död 14 oktober 1979, var en svensk kompositör, musiker, musikarrangör, kapellmästare, radiokåsör, skådespelare och regissör för kort- och journalfilm 
Holmquist arbetade vid Svensk Filmindustri som regissör för journalfilm, han var anställd som producent och reklamchef för Europafilm 1943-1962. Han var teaterchef för Folkan 1952-1962. Han var ledare för Harry Barding och Jack Stanleys orkestrar.

## Regi i urval
- 1947 – Midsommarvaka
- 1948 – Glada paraden
- 1956 – Far och flyg

## Filmmanus i urval
- 1947 – Djurliv på Skansen
- 1951 – Välkommen ombord

## Filmmusik i urval
- 1947 – Djurliv på Skansen
- 1954 – En natt på Glimmingehus

## Filmografi roller
- 1949 – Kvinnan som försvann